# Shin Seung-chan
Pour les articles homonymes, voir Shin.
Shin Seung-chan (hangeul : 신승찬) est une joueuse de badminton sud-coréenne née le 6 décembre 1994. Elle a remporté avec Jung Kyung-eun la médaille de bronze du double dames aux Jeux olympiques d'été de 2016 à Rio de Janeiro.